# Giovanni Ghiselli
Giovanni Ghiselli (ur. 10 listopada 1934 w Novarze, zm. 26 lutego 1997 tamże) – włoski lekkoatleta, sprinter.
Zajął 5. miejsce w sztafecie 4 × 100 metrów na mistrzostwach Europy w 1954 w Bernie.
Zwyciężył w sztafecie 4 × 100 metrów (w składzie: Ghiselli, Sergio D’Asnasch, Wolfango Montanari i Luigi Gnocchi) oraz zajął 5. miejsce w biegu na 100 metrów na igrzyskach śródziemnomorskich w 1955 w Barcelonie. Na igrzyskach olimpijskich w 1956 w Melbourne zajął 4. miejsce w finale sztafety 4 × 100 metrów (w składzie: Franco Galbiati, Ghiselli, Gnocchi i Vincenzo Lombardo), a także odpadł w eliminacjach biegu na 200 metrów.
Był mistrzem Włoch w sztafecie 4 × 100 metrów w 1958.
13 października 1956 we Florencji ustanowił rekord Włoch w sztafecie 4 × 100 metrów czasem 40,1 s.
Rekordy życiowe:
- bieg na 100 metrów – 10,6 s (1956)